# Colaulus septentrionalis
Colaulus septentrionalis là một loài tò vò trong họ Ichneumonidae.